# Kōstas Sīmitīs
Kōstas Simitīs (in greco Κωνσταντίνος Σημίτης?, Kōnstantinos Simitīs; Pireo, 23 giugno 1936 – Corinto, 5 gennaio 2025) è stato un politico ed economista greco, Primo ministro della Repubblica Ellenica e leader del PASOK dal 22 gennaio 1996 al 10 marzo 2004.

## Biografia
Kōstas Simitīs nacque al Pireo il 23 giugno 1936, figlio di Georgios, professore titolare della cattedra di Economia e Commercio all'Università di Atene, e di Fani Christopoulou, membro di spicco delle organizzazioni femminili della sinistra e presidente dell'Associazione Panellenica delle Donne.
Studiò giurisprudenza all'Università di Marburgo in Germania e scienze economiche alla London School of Economics.

### Ragioniere e funambolo
Il 18 gennaio 1996, Andreas Papandreou si dimise da primo ministro per motivi di salute. Il suo partito, il Movimento Socialista Panellenico, scelse Simitis come successore, preferendolo ad Akis Tsochatzopoulos e Gerasimos Arsenis. Papandreou mantenne la carica di presidente del Movimento Socialista Panellenico ma morì il 23 giugno dello stesso anno. Ancora una volta il partito socialista si riunì in congresso per decidere sulla successione e ancora una volta la scelta cadde su Simitis.
Le elezioni politiche si tennero il 22 settembre e furono vinte dal partito socialista, ragion per cui Simitis fu riconfermato nel suo incarico. Sebbene molto apprezzato in ambito europeo, il primo ministro fu percepito in patria come un tecnocrate dal comportamento freddo e privo del carisma del suo predecessore. I suoi denigratori coniarono per lui un nomignolo dispregiativo, "il ragioniere di Grecia" (logistis tis Ellados in greco), termine usato per porre in evidenza la sua abilità, quasi funambolica, nel far quadrare i conti, ma anche la sua mancanza di polso in temi più squisitamente politici, come dimostrato durante la crisi di Imia con la vicina Turchia e nella vicenda della cattura di Abdullah Öcalan. Ancora, quando egli annunciò il 7 gennaio 2004 la sua decisione di non volersi ricandidare all'appuntamento elettorale del 7 marzo, i suoi denigratori lo accusarono di vigliaccheria. Secondo la loro opinione, tale scelta fu presa per evitare la frustrazione di una sconfitta, essendo oramai dato per scontato che il suo partito non avrebbe vinto. La sua permanenza alla presidenza del consiglio fu comunque la più duratura di tutte nella storia della Grecia moderna.
Il congresso del Movimento Socialista Panellenico da lui stesso indetto per l'8 febbraio non lo riconfermò nella carica di presidente del partito. Fu infatti sostituito con George Papandreou, allora in carica come ministro degli esteri. Nonostante il cambio di consegne il partito socialista perse le elezioni di marzo, in linea con le previsioni dei sondaggi precedenti.

### Politica economica
Simitis si discostò molto dalla linea politica del suo predecessore Andreas Papandreou, e non esitò a prendere misure antipopolari per poter onorare gli accordi sottoscritti il 19 giugno 2000, ossia l'ingresso della Grecia nella zona dell'Euro. La sua politica economica si poté riassumere con lo slogan Eksynchronismos, termine che in italiano può essere reso come "modernizzazione". Vennero avviate importanti riforme in tema di contratti lavorativi e di regime fiscale. Fu varato un imponente programma di lavori pubblici in vista dei giochi della XXVIII Olimpiade che si svolsero ad Atene nell'agosto del 2004. Alcune delle grandi opere portate a termine durante il governo Simitis furono il ponte Rio-Antirion, collegante le due sponde del canale di Corinto poco fuori dalla città di Patrasso, il nuovo aeroporto di Atene dedicato ad Eleutherios Venizelos, la metropolitana di Atene e la via Egnatia, una moderna autostrada che va dal porto di Igoumenitsa ai confini turchi e che prende il nome dall'antica strada consolare romana.

#### Falsificazione dei dati macroeconomici
Durante il governo Simitis il tasso di inflazione scese dal 15% al 3%. Anche il debito pubblico decrebbe considerevolmente mentre il PIL aumentò ad un tasso del 4% annuo. Questi dati strabilianti furono però messi in discussione dal successivo governo di Costas Karamanlis, che dimostrò ampiamente come essi fossero stati falsificati a bella posta per permettere al paese di poter entrare nella zona dell'Euro. Nel 2006 Eurostat precisò che il deficit pubblico greco dell'anno 2003 era stato del 6,1%, più del doppio della percentuale dichiarata a suo tempo dal governo Simitis.

#### La vicenda dei cantieri navali
Le accuse di falso in bilancio non furono certamente una novità per Simitis. Infatti, durante il suo mandato come ministro dell'industria e commercio (1993 - 1995) del III governo Papandreou fu accusato di aver truccato i bilanci dei cantieri navali "Elefsina" per poterne meglio permettere la privatizzazione. I cantieri furono poi acquistati dall'armatore di origine greca Michalis Peratikos, il quale, una volta accertato di aver acquistato un'azienda sull'orlo del fallimento, si rifiutò di pagare gli stipendi dei dipendenti e denunciò di essere stato raggirato. La vicenda ebbe larga eco sulla stampa e la tv greca e si concluse con le dimissioni di Simitis da ministro nell'ottobre 1995 mentre il figlio dell'incauto acquirente, Costantine, fu freddato su una strada del Pireo dall'organizzazione terroristica "17 novembre" il 28 maggio 1997. In una lettera aperta pubblicata dai maggiori quotidiani di Atene, il padre della vittima lanciò gravi accuse a Costas Simitis, pur senza nominarlo. Egli dichiarò che prima dell'eliminazione fisica del figlio si tentò di ucciderlo moralmente, imputandogli colpe in realtà di "altri". Nella lettera egli scrisse: "Quando mio figlio si mosse per acquistare quest'industria di stato, chi poteva mai immaginare che sarebbe stato in seguito raggirato con la presentazione di bilanci ufficiali ingannevoli che mostravano che l'impresa era sana mentre in realtà non aveva possibilità alcuna di sopravvivenza?" In un altro passo affermò che il passivo della società, calcolato sulla cifra di 60 000 000 di dollari statunitensi fosse in verità sottostimato.

#### Il crollo della Borsa di Atene
La corruzione non fece passi indietro durante il governo Simitis, come dimostrato dal crollo della Borsa di Atene del 1999. Ne derivò uno scandalo in cui furono implicati lo stesso Simitis e il suo ministro delle finanze Giannis Papantoniou, rei, agli occhi dell'opinione pubblica, di avere indotto i piccoli risparmiatori a investire in azioni quotate alla borsa di Atene con le loro dichiarazioni mendaci sull'andamento trionfale dell'economia nazionale. 
Esponenti più o meno noti dei grandi gruppi finanziari del paese, sfruttando l'assenza di un qualsiasi organo di controllo nella Borsa di Atene, approfittarono della situazione per portare avanti pratiche di insider trading ai danni dei piccoli risparmiatori. Tutto questo fu denunciato sulle pagine dei maggiori quotidiani greci, ma Simitis preferì ignorare le critiche limitandosi ad imputare responsabilità ai piccoli risparmiatori: "Che stiano più attenti", rispose laconicamente.

#### Radiazione dal partito
Simitis fu radiato dal partito socialista il 12 giugno 2008. La richiesta fu avanzata dallo stesso leader del PaSoK George Papandreou, dopo aver ricevuto una lettera in cui Simitis lo biasimava per aver preso posizione a favore di un referendum sul Trattato di Lisbona. L'ex primo ministro commentò il fatto con una delle sue solite laconiche frasi: "Che faccia pure quello che gli pare. Io non rinuncerò mai alla libertà di esprimere la mia opinione personale".

#### Lo scandalo dei fondi neri al partito socialista
Appena una settimana dopo, il 20 giugno 2008 apparvero sulla stampa rivelazioni che la società tedesca Siemens AG aveva passato al PaSoK la somma di un milione di vecchi marchi (circa 420000 €) nel periodo 1994 - 2000. Le somme furono percepite da due membri del partito: Thodoros Tsouchatos, all'epoca consigliere personale di Simitis, e Tasos Mantelis. La stampa rivelò anche che circa 50 milioni di euro furono depositati dall'azienda tedesca su vari conti correnti della BNP Paribas di Ginevra, intestati a imprenditori greci o a prestanomi dei due indagati. Le somme sborsate dalle Siemens AG dovevano intendersi come tangenti richieste dal partito al governo in cambio della sua disponibilità a far partecipare l'azienda alle gare di appalto per il completamento delle grandiose opere pubbliche in vista della XXVIII edizione dei giochi olimpici.

### Morte
Simitis è morto il 5 gennaio 2025 all'età di 88 anni.

## Vita privata
Si sposò nel 1964 con Daphne Arkadiou ed ebbe due figlie, Fiona e Marilena. La sua residenza ufficiale fu nell'elegante quartiere Kolonaki, nel centro di Atene, ma dopo aver terminato l'incarico governativo trascorse la maggior parte dell'anno in Germania, sua patria elettiva. In Germania visse anche il fratello Spiros, un noto ed apprezzato giurista, deceduto nel 2023.